# Накада

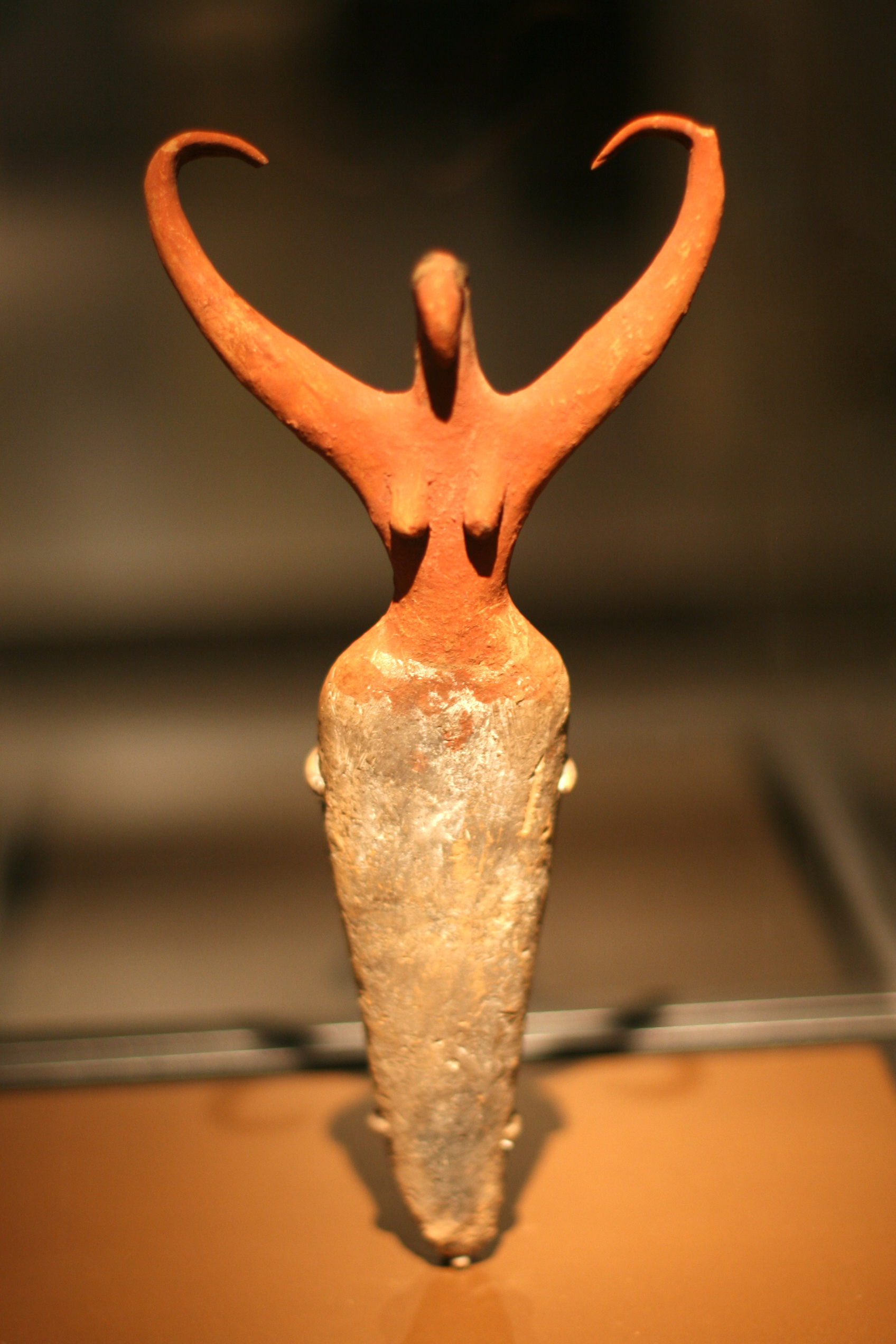
Фігурка жінки з рисами птаха. Накада II, 3500-3400 до н.е. Бруклінський музей.

Накада, Негада — місто на західному березі Нілу в єгипетській провінції Кена. Відоме в Стародавньому Єгипті як місто Нубт, за часів античності як Омбос. Назва походить від давньоєгипетського слова нуб (золото), з причини близькості золотих копалень Аравійської пустелі.
Накада включає в себе кілька сіл, такі як Тух, Хатара, Данфік і Завайда. Місто розташоване поблизу некрополя доісторичного додинастичного періоду 4400-3000 до н. е.

## Археологія
Археологічні розкопки в Накаді дозволили зробити знахідки епохи неоліту, які розділяються на три культури, іменовані послідовно:
- Культура Накада I (амратська культура),
- Культура Накада II (герзейська культура)
- Культура Накада III (семанійська культура), або Нульова династія.

Велика кількість знахідок із Накади дозволили датувати всі культури Єгипту і його околиць.